# Pedro Pimenta
Pedro Pimenta (geboren 1955 in der Zentralafrikanischen Republik, anderen Quellen zufolge in Provinz Manica, Mosambik) ist ein mosambikanischer Filmemacher und Regisseur. Pimenta produzierte zahlreiche Kurzfilme, Dokumentarfilme und Spielfilme. 2006 gründete er das internationale Filmfestival Dockanema, das er bis 2012 leitete und kuratierte.

## Leben
Pimenta studierte Wirtschaftswissenschaften in Lissabon. 1975 zog Pimenta aus politischer Überzeugung nach Mosambik, wo er zunächst als Lehrer in Maputo arbeitete. Ab 1976 baute Pimenta das staatliche Filminstitut Mosambiks Instituto Nacional de Cinema mit auf. Als Produktionsleiter wie stellvertretender Leiter des Instituts war Pimenta entscheidend an der Entwicklung der mosambikanischen Filmlandschaft beteiligt. Nach politischen Differenzen verließ Pimenta das Institut 1985.
Gemeinsam mit Licínio Azevedo und Sol de Carvalho gründete er 1991 Ebano, bis heute bedeutendes Filmproduktionsunternehmen Mosambiks. 1996 zog Pimenta nach Südafrika. Zwischen 1997 und 2003 war er technischer Berater der UNESCO für das Simbabwe Film and Video Training Project for Southern Africa in Harare.
Im Jahr 2006 begründete Pedro Pimenta Dockanema, ein internationales Filmfestival für Dokumentarfilme in Maputo, mit Unterstützung des Instituto Nacional de Audiovisual e Cinema, und dem Verband mosambikanischer Filmschaffender AMOCINE. Sein Ziel war es, das nach der Ära des Instituto Nacional de Cinema entstandene Vakuum im Kino zu füllen, die Sichtbarkeit des mosambikanischen Kinos auf nationaler und internationaler Ebene zu erhöhen und das Filmangebot für das nationale Publikum zu bereichern und zu diversifizieren. Das Festival gewann in kürzester Zeit internationale Anerkennung und zog Filmemacher aus der ganzen Welt an. Aufgrund finanzieller Schwierigkeiten stellte Pimenta die Festivalreihe 2012 nach sieben Jahren ein. Pimenta beklagte die mangelnde Unterstützung seitens der mosambikanischen Regierung wie Versuche politische Vereinnahmung durch die geldgebenden ausländischen Botschaften.
2018 nahm die Academy of Motion Picture Arts and Sciences Pimenta als erstes mosambikanisches Mitglied auf.

## Werke / Beteiligung
- 1991: Uma Criança do Sul[9]
- 1994: A árvore dos antepassados[9]
- 1996: Inimigos[9]
- 1997: Tolos[9]
- 1997: África Dreaming – O Olhar das Estrelas[9]
- 2007: A Ilha dos Espíritos[9]
- 2011: Licínio de Azevedo – Crônicas de Moçambique[9]
- 2017: Virgem Margarida[9]